# Fah
Fah je rijeka u Eritreji koja se ulijeva u rijeku Anseba, dio porječja rijeke Barka. Prolazi pokraj naselja Fah , koje je bilo glavna baza Eritrejske narodne oslobodilačke fronte tijekom Eritrejskog rata za neovisnost.